# 아르크투루스
아르크투루스(Arcturus, α Boötis, 발음:[ɑrkˈtjʊərəs]) 또는 대각성(大角星)은 봄 밤하늘에 보이는 별자리 중 하나인 목동자리의 알파별로, 밝기는 -0.05등급으로 목동자리에서는 가장 밝고, 북쪽 하늘에서는 가장 밝은 별이며, 전 하늘을 통틀어 -1.5등급인 시리우스와 -0.7등급인 카노푸스 다음으로 세 번째로 밝은 별이다. (물론 -0.3등급인 알파 센타우리가 더 밝지만, 알파 센타우리는 리길 켄타우루스와 톨리만으로 구성된 쌍성이라서 두 별의 별 빛이 합쳐졌다고 볼 수 있다.) 동아시아의 별자리에서는 항수(亢宿)에 속한 대각(大角)으로 불렸다.
처녀자리의 알파별 스피카, 북두칠성의 마지막 별 알카이드(베네트나쉬)와 함께 봄의 대곡선을 이룬다. 또한 스피카와 사자자리 베타별 데네볼라와 함께 봄의 대삼각형을 이룬다. 아르크투루스는 적색 거성에 속하며, 국부 성간 구름 내부에 위치해 있다.

## 물리적인 특성

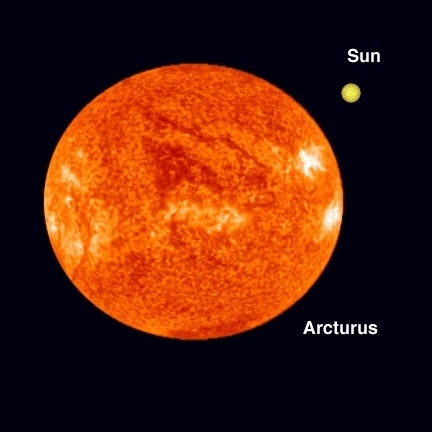
아르크투루스(왼쪽)와 태양의 크기를 비교한 그림.

아르크투루스는 분광형 K1.5IIIpe의 오렌지색 거성이다. 분광형 옆에 붙은 pe는 '특이 방출(peculiar emission)'의 약자로, 이는 별에서 나오는 스펙트럼이 특이한 양상을 보여주며 방출선이 강하게 나타난다는 의미이다.또한 아르크투루스에서 10.6 µm 파장의 헤테로다인이 검출되기도 했었다.이와 같은 양상은 아르크투루스 같은 거성에서 그리 드문 현상은 아니지만, 유달리 아르크투루스에서 더 강하게 발견된다. 아르크투루스의 반지름은 태양의 26배 정도, 밝기는 태양의 110배 정도이다. 그러나 아르크투루스는 적외선 영역에서 많은 에너지를 발산하기 때문에 모든 영역을 고려한 밝기는 태양의 180배까지 증가한다. 큰 부피에 비해 가시광선 영역에서 상대적으로 덜 밝은 이유는 별 표면 온도가 태양보다 낮아서 발광효율이 낮기 때문이다.
아르크투루스는 지구 근처 1등성들 중 센타우루스자리 알파에 이어 두 번째로 빠른 고유 운동을 보여준다. 아르크투루스는 현재 태양과 가장 가까운 위치에 오기 직전이며, 태양계에 대하여 초속 122킬로미터로 움직이고 있다. 아르크투루스는 52개의 다른 별들과 무리를 지어 우주 공간을 이동하고 있는 것으로 보인다.
아르크투루스의 질량은 정확하게 알려지지는 않았으나, 태양과 비슷한 것으로 보인다. 아르크투루스는 태양보다 나이가 조금 더 많은 것으로 보인다. 태양은 나이를 먹으면서 아르크투루스와 흡사한 진화 과정을 밟게 될 것이다.

## 행성 존재 여부
히파르코스 위성 관측 프로젝트에서 아르크투루스는 주인별 밝기의 약 20분의 1 정도 되는 짝별을 거느리고 있으며, 현재 관측 기술로 겨우 구별해 낼 수 있을 정도로 주인 별에 가까이 붙어 돌고 있다고 추측했다. 그러나 지금까지 연구 결과는 히파르코스 자료가 짝별이 존재할 가능성을 남겨 놓았음에도 불구하고 확실하게 짝별의 존재가 검증되지 않았다.
1993년 알데바란, 아르크투루스, 폴룩스의 시선속도를 측정하여 아르크투루스가 긴 주기의 시선속도 변화를 보임을 찾아냈고 이는 '준항성 동반천체'로 해석이 가능했다. 예상되었던 질량은 최소 목성의 12배 정도이며 별과 떨어진 거리는 지구~태양 거리와 비슷한 1.1 천문단위였다. 그러나 나머지 두 별에서 나온 자료도 비슷하여 결과적으로 세 별 모두 슈퍼목성을 거느리고 있다는 추정이 가능했다. 결국 행성의 존재로 의심했던 시선속도의 흔들림은 동반천체의 중력 때문이 아니라 항성 내부의 활동 때문인 것으로 결론이 났다. 지금까지 아르크투루스 주변을 도는 것으로 검증된 행성은 아직 없다.

## 이름의 유래 및 관련 문화

### 명칭
아크투르스라는 명칭은 고대 그리스어 Αρκτοῦρος에서 왔으며 '곰의 수호자'라는 뜻이다. 이는 아크투르스가 큰곰자리와 작은곰자리 근처에 있는 별들(목동자리) 중 가장 밝다는 속성과 잘 어울리는 이름이다.
아랍어로는 아스-시마크 아르-라미(السماك الرامح)로 불렸으며 이는 '창을 쥐고 있는 자의 다리'라는 뜻이다. 이 발음은 고대에 아라멕, 아지메크 등으로 바뀌어 불리기도 했다. 제프리 초서가 1391년 집필한 Treatise on the Astrolabe에는 알라미라는 이름으로 수록되어 있다. 하리스 아스-사마(حارس السماء)라는 이름도 있는데, 이는 '하늘의 파수꾼'이라는 뜻이다.

동양에서 아르크투루스를 부르는 명칭 대각성(大角星)은 한자 뜻 그대로 용의 큰뿔이라는 뜻이며 천왕(天王)의 자리라고 생각했다.

### 성서
흠정역 성서의 욥기에 아크투르스가 두 군데 언급되어 있다.
| “ | 악투루스 별과 오리온 별자리와 플레이아데스 별무리와 남쪽의 방들을 만드시고 | ” |
|   | — 욥기 9:9                                                                 |   |

| “ | 네가 마자롯을 그것의 철에 이끌어 낼 수 있느냐? 혹은 네가 악투루스 별을 그것의 아들들과 함께 인도할 수 있느냐? | ” |
|   | — 욥기 38:32                                                                                                  |   |